# Риддер

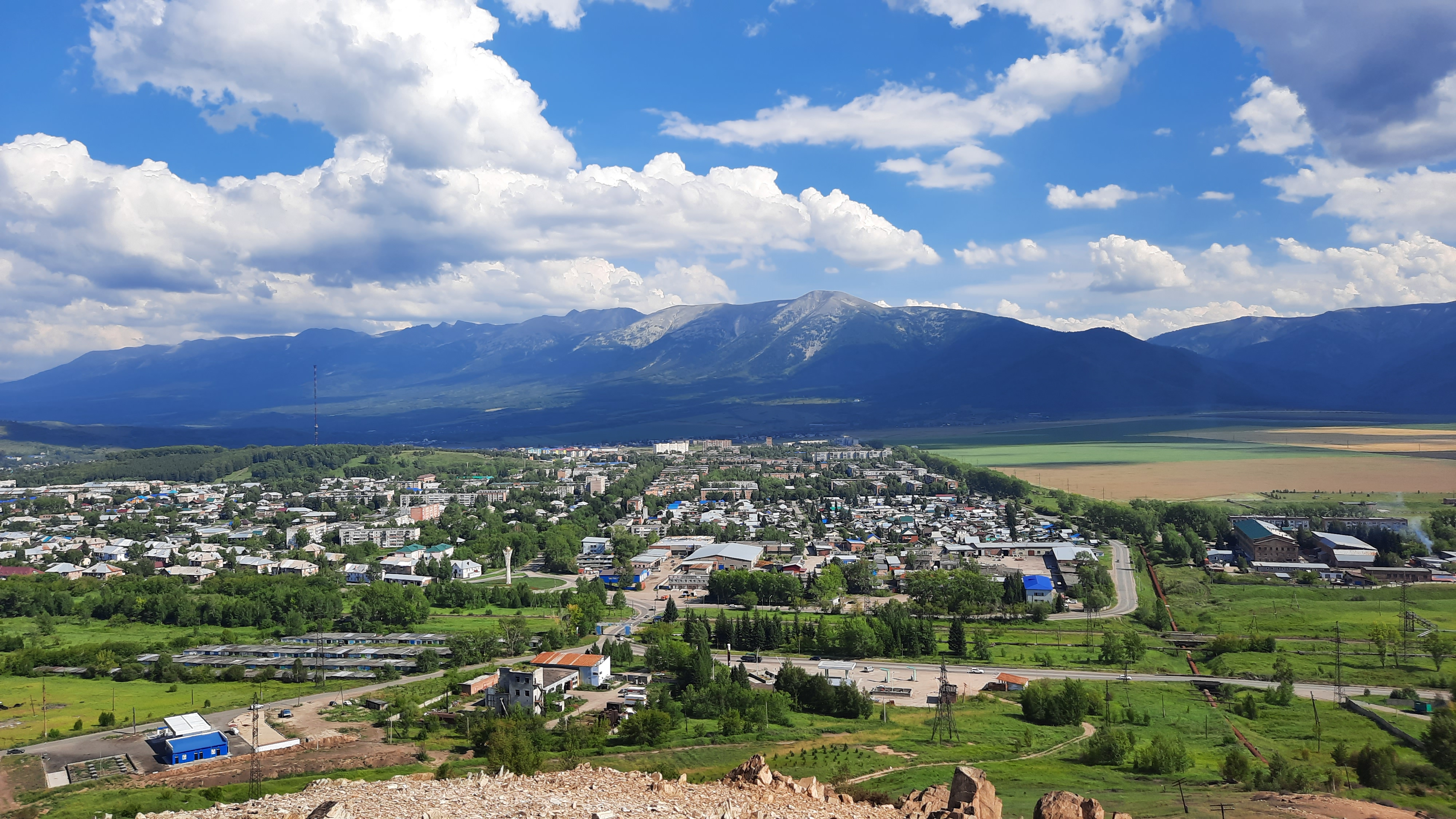
Город Риддер, вид с Круглой сопки

Ри́ддер (в 1941 — 2002 годах — Лениного́рск) — город областного подчинения в Восточно-Казахстанской области Казахстана. Второй по численности населения город области.

## Физико-географическая характеристика
Расположен на Рудном Алтае в горной котловине у подножия Ивановского хребта, в верхнем течении реки Ульбы (приток Иртыша). Высота над уровнем моря в разных частях города колеблется от 700 до 800 метров над уровнем моря.
Город является конечным пунктом Европейского маршрута E40 и крайней восточной ветки казахстанских железных дорог (станция «Лениногорск»).
Климат Риддера — умеренный континентальный среднеконтрастный, с выраженным влиянием высотности. Зима достаточно длительная, холодная, с обильным снежным покровом; лето довольно короткое и нежаркое, с частыми дождями, самый тёплый месяц — июль. Выраженного сезона осадков нет, относительная влажность варьирует от 50—60 % в начале осени до 85—90 % в начале весны.
| Показатель                                | Янв.  | Фев.  | Март  | Апр. | Май  | Июнь | Июль | Авг. | Сен. | Окт. | Нояб. | Дек.  |
| ----------------------------------------- | ----- | ----- | ----- | ---- | ---- | ---- | ---- | ---- | ---- | ---- | ----- | ----- |
| Средний суточный максимум, °C             | −6,6  | −3,8  | 2,5   | 11,2 | 18,1 | 22,8 | 24,2 | 23,1 | 17,2 | 9,9  | 0,1   | −5,3  |
| Средняя температура, °C                   | −12,8 | −10,7 | −4,3  | 4,6  | 11,1 | 15,9 | 17,5 | 15,7 | 9,9  | 3,4  | −5,7  | −10,7 |
| Средний суточный минимум, °C              | −18,1 | −16,9 | −10,6 | −2   | 3,9  | 9,0  | 11,1 | 8,7  | 3,0  | −2   | −10,6 | −15,6 |
| Норма осадков, мм                         | 18,4  | 20,2  | 33,2  | 56,9 | 70,8 | 71,0 | 82,4 | 61,1 | 53,6 | 61,1 | 49,3  | 30,4  |
| Средняя влажность, %                      | 81    | 84    | 86    | 76   | 65   | 62   | 61   | 59   | 58   | 74   | 84    | 82    |
| Источник: Яндекс.Погода , Погода и климат |       |       |       |      |      |      |      |      |      |      |       |       |

В окрестностях Риддера протекают несколько горных рек: Тихая, Филипповка, Громотуха, Быструха, Журавлиха, Шаравка. Несмотря на близость металлургических заводов и их сильный загрязняющий потенциал, вода из этих рек получает неизменно высокие оценки своих питьевых и вкусовых качеств.

## История
Залежи металлических руд на территории Рудного Алтая были открыты ещё во времена царствования императрицы Екатерины II. В 1786 году группа геологоразведчиков, возглавляемая горным инженером Филиппом Риддером, обнаружила в верховьях реки Ульбы месторождение полиметаллических руд и основала рудник, названный Риддерским.
Спустя почти 70 лет, в 1859 году (первая перепись в населённом пункте) население горняцкого посёлка Риддерска составляло около 3,5 тысяч человек, из которых 70 % составляли крестьяне окрестных сёл, прикреплённые к горным работам на рудниках (приписные), остальные — каторжане, штрафные и вольнонаёмные рабочие, солдаты охраны, рудничное начальство.
В результате отмены крепостного права население посёлка резко сократилось, в конце XIX века количество работающих колебалось всего лишь от 600 до 1200 человек. После обнародования 29 марта 1893 года царского предписания о закрытии алтайских рудников и заводов и переоборудовании их производственных мощностей под лесопильные, салотопные, кожевенные, мукомольные и другие предприятия, Риддерск постепенно превратился в унылое, глухое, таёжное захолустье. Лишь часть рабочих продолжала заниматься промывкой золота. В 1897 году на 720 дворов в Риддерске насчитывалось 3823 человека населения.
В 1903 году Риддерские предприятия были сданы в аренду австрийской компании Thurn und Taxis. В результате сокращения работ рабочие покинули посёлок, в 1907 году из 720 дворов осталось только 468.
16 ноября 1911 года царское правительство расторгло договор с компанией Thurn und Taxis и передало рудник бывшему министру торговли М. М. Фёдорову, основавшему «Российское горнопромышленное комиссионное общество», которое в свою очередь сдало рудник в аренду акционерному обществу Л. Уркварта.
11 мая 1918 года вышло постановление Совнаркома РСФСР о национализации Риддерского акционерного общества.
В августе 1920 г. село Риддерское в составе Риддерской волости отошло из Змеиногорского уезда в Усть-Каменогорский уезд.
26 февраля 1927 года село Риддерское было преобразовано в рабочий посёлок Риддер.
17 января 1928 года Риддер стал административным центром вновь образованного Риддерского района.
27 декабря 1931 года Риддерский район был упразднён, Риддер выделен в самостоятельную административно-территориальную единицу.
10 февраля 1934 года Президиум ВЦИК постановил «1. Преобразовать в города нижеследующие населённые пункты Казакской АССР: а) в Усть-каменогорском районе, Восточно-казакстанской области, селение Риддер, сохранив за ним его прежнее название Риддер».
Указом Президиума Верховного Совета Казахской ССР от 16 октября 1939 г. из состава пригородной зоны города Риддера во вновь образованный Верх-Убинский район переданы Александровский и Орловский сельсоветы.
Указом Президиума Верховного Совета Казахской ССР от 19 апреля 1940 г. Орловский сельсовет перечислен из Верх-Убинского района в черту города Риддера.
Указом Президиума Верховного Совета Казахской ССР от 25 июня 1940 г. рабочий посёлок Пахотный перечислен из Верх-Убинского района в город Риддер.
Указом Президиума Верховного Совета Казахской ССР от 30 ноября 1940 г. колхоз «Первое Мая» перечислен из города Риддера в Бобровский сельсовет Кировского района.
6 февраля 1941 года город Риддер был переименован в Лениногорск.
После Великой Отечественной войны в городе находился 30-тысячный лагерь немецких военнопленных под номером 347.
Указом Президиума Верховного Совета Казахской ССР от 30 апреля 1960 г. посёлок Первого района Ульбастроевского поссовета включён в городскую черту города Лениногорска.
28 июня 2002 года указом президента Казахстана «с учётом мнения местных представительных и исполнительных органов Восточно-Казахстанской области» городу Лениногорск было возвращено историческое название Риддер. Во время дебатов о названии города также рассматривался вариант о присвоении ему имени Кунаева, работавшего здесь директором рудника.
В 2025 году Советом Глав государств СНГ Риддеру присвоено почётное звание почётное звание Содружества Независимых Государств «Город трудовой славы. 1941–1945 гг.».

## Административно-территориальное деление
В состав городской администрации (акимата) Риддера также входят 9 сельских населённых пунктов и посёлок городского типа Ульба.
Площадь территории городской администрации Риддера составляет 3390 км².
На территории, подчинённой городскому акимату, помимо собственно города Риддера до 2013 года также располагались Ульбинский поселковый округ и Пригородный сельский округ. Переписями 1999 и 2009 года в составе территории городского акимата были учтены следующие населённые пункты:
| Населённый пункт            | численность населения 1999 | численность населения 2009 |
| --------------------------- | -------------------------- | -------------------------- |
| город Риддер                | 56 269                     | 50 500                     |
| Ульбинский поселковый округ |                            |                            |
| посёлок Ульба               | 5670                       | 5332                       |
| село Бутаково               | 335                        | 269                        |
| Лениногорский лесхоз        | 216                        | 276                        |
| дом отдыха Лениногорский    | 256                        | 254                        |
| разъезд 71 км               | 38                         | 50                         |
| посёлок Тишинский           | 37                         | 35                         |
| станция Ульбастрой          | 150                        | 192                        |
| Пригородный сельский округ  |                            |                            |
| село Пригородное            | 1045                       | 1093                       |
| село Аэродромное            | 39                         | 38                         |
| село Громатуха              | 23                         | 8                          |
| село Ермолаевка             | 28                         | 30                         |
| село Новая Королёвка        | 24                         | 17                         |
| село Верхняя Хайрузовка     | 120                        | 108                        |
| село Коноваловка            | 231                        | 251                        |
| село Крольчатник            | 25                         | 42                         |
| село Ливино                 | 182                        | 138                        |
| село Поперечное             | 406                        | 261                        |
| село 8 Марта                | 14                         | 17                         |
| село Синюшонок              | 8                          | 5                          |
| городской акимат Риддер     | 65 116                     | 58 916                     |

После переписи 2009 года были произведены значительные изменения в административном устройстве территории городского акимата.
12 ноября 2009 года посёлок Тишинский, разъезд 71 километр Ульбинского поселкового округа, села Синюшонок, Ермолаевка, 8 Марта, Новая Королёвка, Крольчатник, Аэродромное, Громатуха Пригородного сельского округа были отнесены к категории «иные поселения» и исключены из учётных данных, одновременно поселение Тишинский было включено в состав посёлка Лениногорский Лесхоз Ульбинского поселкового округа, поселение разъезд 71 километр в состав посёлка Дом отдыха «Лениногорский» Ульбинского поселкового округа, поселения Синюшонок, Ермолаевка, 8 Марта и Новая Королёвка в состав села Ливино Пригородного сельского округа, поселение Крольчатник и Аэродромное в состав села Пригородное Пригородного сельского округа, поселение Громатуха в состав села Верхняя Хариузовка Пригородного сельского округа.
30 апреля 2013 года были упразднены Пригородный сельский округ и Ульбинский поселковый округ города Риддер; сёла Пригородное, Верхняя Хариузовка, Бутаково, Поперечное, Коноваловка, Ливино, населённые пункты Лениногорский лесхоз, Дом отдыха «Лениногорский», посёлок-станция Ульбастрой, посёлок Ульба были переданы в административное и территориальное подчинение города Риддер.

### Главы города
1. Щепитильников Виктор Михайлович;
2. Буктугутов, Шакарым Сабырович (02.2002 — 10.2006);
3. Снеговский Леонид Иванович (10.2006 — 09.2007);
4. Тлемисов Нурлан Хайдуллинович;
5. Салимов, Ермак Бидахметович (07.2009 — 11.2009);
6. Кавригин Дмитрий Юрьевич (11.2009 — 05.2011);
7. Сапаргалиев Манарбек Кадылгумарович (05.2011 — 07.2013);
8. Муратов Жомарт Хайдарович (07.2013 — 09.2020)[23];
9. Горьковой Дмитрий Анатольевич (09.2020 — 04.2023)[24][25];
10. Батырбаев Даулет Бахитович (08.2023 — 04.2024)[26][27];
11. Рахметкалиев Думан Есдаулетович (с 27.06.2024)[28].

## Население
| 1923    | 1939    | 1959    | 1970    | 1979    | 1979    | 1989    |
| ------- | ------- | ------- | ------- | ------- | ------- | ------- |
| 5364    | ↗49 974 | ↗66 812 | ↗72 074 | ↘68 135 | →68 135 | ↗68 706 |
| 1989    | 1999    | 1999    | 2009    | 2016    | 2021    | 2025    |
| ↗68 730 | ↘56 269 | →56 269 | ↘50 500 | ↘49 695 | ↘45 859 | ↗50 874 |

На начало 2025 года население города в составе территории городского акимата 50 874 человек:
- русские — 37 395 чел. (73,51 %)
- казахи — 10 606 чел. (20,85 %)
- немцы — 821 чел. (1,61 %)
- татары — 506 чел. (0,99 %)
- украинцы — 482 чел. (0,95 %)
- белорусы — 151 чел. (0,30 %)
- чеченцы — 144 чел. (0,28 %)
- азербайджанцы — 122 чел. (0,24 %)
- другие — 647 чел. (1,27 %)
- Всего — 50 874 чел. (100,00 %)

## Известные люди
- Дрейман Рудольф Ансович (1887-1942) — член партии с 1905 года, один из организаторов социалистического строительства в Казахстане, управляющий Риддерским горнопромышленным предприятием (1921-1926 гг.).
- Балашов Александр Анатольевич (род. 28 мая 1967, Лениногорск, Восточно-Казахстанская область, Казахская ССР, СССР) — советский и российский мотогонщик, неоднократный чемпион мира и России.
- Резников, Артём Васильевич (род. 1992) — казахстанский боец смешанных единоборств (ММА).
- Бобков, Вячеслав Игоревич (1957—2012) — российский певец, поэт, композитор. Автор и исполнитель песен в жанре «русский шансон».
- Михина, Элина Дмитриевна (род. 1994) — двукратный победитель Чемпионата Азии, многократный призёр Азиатских игр по лёгкой атлетике, участница ОИ-2016.
- Первушин, Климент Семёнович (род. 1947) — член Союза писателей Казахстана и России, почётный гражданин города, поэт, художник.
- Полторанин, Алексей Юрьевич (род. 1987) — двукратный призёр Чемпионата Мира '13, четырёхкратный победитель Азиатских игр 2011 по лыжным гонкам.
- Полторанин, Михаил Никифорович (род. 1939) — российский политик и журналист.
- Токарева, Анна Николаевна (1923—1996) — Герой Социалистического Труда.
- Тохтаров, Тулеген (1921—1942) — гвардии красноармеец, Герой Советского Союза.
- Труш-Шушакова, Клавдия Гавриловна (род. 1951) — почётный гражданин города Риддер.
- Фомин, Александр Васильевич (род. 1959) — советский и российский военный и государственный деятель.
- Чернов, Алексей Иванович (1924—1989) — гвардии ефрейтор, Герой Советского Союза.
- Рахимбай Тюлебаев (1910—1992) — казахский советский политический деятель, в 1940—1945 годах — 1-й секретарь Кызыл-Ординского областного комитета КПСС.
- Немцев, Михаил Сергеевич (род. 1956) — член союза писателей России и Казахстана, академик Петровской академии наук, поэт, писатель, журналист, краевед, почётный гражданин города Риддер.
- Беспрозванных, Алексей Сергеевич (род. 1979) — российский политический и государственный деятель, губернатор Калининградской области (с 2024 года).

## Городская инфраструктура
В городе функционируют аграрно-технический колледж, 2 профтехучилища, 10 средних школ, музыкальная и спортивная школы, 19 детских садов, больнично-поликлинический комплекс и детская больница, стадион, библиотеки, парки и дворец культуры.
Для посещения открыты историко-краеведческий музей и Алтайский ботанический сад.

## Экономика
Риддер — центр горнодобывающей и металлургической промышленности (цинк, свинец, драгоценные металлы). Градообразующее предприятие — ТОО «Казцинк» Риддерский ГОК (включает в себя 3 рудника, свинцовый и цинковый заводы, обогатительную фабрику и ремонтно-механический завод). Энергетика представлена Риддерской ТЭЦ и Лениногорским каскадом ГЭС.
Другие отрасли промышленности практически не представлены (за исключением мелких предприятий пищевой промышленности, имеющих значение только в пределах городской администрации). В последние годы начинает набирать обороты рубка и вывоз сырой древесины (при этом деревообрабатывающая промышленность в городе отсутствует).
Девственная природа окрестностей Риддера (горы и горные реки, сосновый бор) имеет большой потенциал развития индустрии туризма (в том числе спортивного и экологического), но на сегодняшний день эта сфера деятельности в Риддере находится в зачаточном состоянии.

## Спорт
Риддер является одним из центров зимнего спорта в Казахстане. В сборных Казахстана по лыжным гонкам, прыжкам с трамплина, ориентированию на лыжах и биатлону представительство риддерцев имеет значительный вес.
В марте 2013 года в Риддере прошёл чемпионат мира по спортивному ориентированию на лыжах, в нём участвовали представители 21 страны мира.
Горнолыжный комплекс «Авальман», расположенный в окрестностях Риддера, функционирует и как площадка для профессионального спорта, и как место для любительского катания всех желающих.
Также с 2006 году в городе проводятся автомотошоу (организатором в 2006 г. выступила местная газета «Городок-Инфо»). Вначале мероприятие имело областной масштаб и проводилось 1 раз в год, с 2009 года гонки проводятся 3—4 раза в год и принимают участников со всего Казахстана и из других стран СНГ. За Риддером закрепилась слава неофициальной столицы автошоу Восточного Казахстана. В отличие от «лыжного бренда», актуального только зимой, автошоу проводятся во все времена года и привлекают больше зрителей.
В Риддере существует уникальный зимний вид спорта - спидвей на льду. Ежегодно на стадионе "Сокол" проводится Чемпионат Республики Казахстан по спидвею на льду, в котором принимают участие мотогонщики Риддера, Усть-Каменогорска, Костаная. Организаторами данных соревнований и многих других технических соревнований являются Алексей и Ольга Стребковы.